# 弗兰克·里杰卡尔德
富兰克林·埃德蒙多·“弗兰克”·里杰卡尔德（發音：[ˈfrɑŋklɪn ˈɛtmundoː ˈfrɑŋk ˈrɛikaːrt] ⓘ；1962年9月30日—），荷蘭前足球運動員，荷蘭足球傳奇巨星之一。出生於阿姆斯特丹，曾經擔任西班牙強隊巴塞罗那、土耳其班霸加拉塔薩雷和沙烏地阿拉伯國家足球隊的總教練。
里杰卡尔德的父親是蘇里南人，母親是荷蘭人。

## 生平

### 球員時代
球員時代的里杰卡尔德，出身於荷蘭球會阿積士，早年曾經到葡萄牙和西班牙聯賽踢過球。
1988年，他加盟意甲球會AC米蘭，和同是荷蘭球員的古利特、三人，合稱荷蘭三剑客，九十年代初合力為米蘭贏得多屆意甲聯賽冠軍，1990年更贏得歐洲冠軍盃。
里杰卡尔德在國家隊也是主力，1988年他為荷蘭國家隊贏得歐洲國家盃，乃他在國家隊最為人稱道的成績。他曾為國家隊打入1990年世界杯和1994年世界杯決賽圈，但也是在分組賽出线後便出局，在這期間，也和德國隊的禾拉發生吵架，更與禾拉互吐口水，事件為人津津樂道。

### 教練生涯
退役之後，里杰卡尔德擔任了荷蘭國家隊助教，在參加1998年世界杯以後，便正式擔正國家隊主教練。
只不過，他只是擔任了荷蘭國家隊主教練僅兩年，在荷蘭本土舉行的2000年歐洲國家盃，便因為在準決賽不敵義大利，而宣告辭職。當屆荷蘭國家隊在準決賽時，射失了多個十二碼，而他賽後則被指用人不當，導致射失。

#### 巴塞隆納
2003年巴塞隆納換上了新會長拉波尔塔，拉波尔塔邀請了他出任主教練。而他也不負所託，引進了巴西超新星朗拿甸奴，不但連贏兩屆西甲冠軍，還於2005-06年球季贏得歐冠杯的冠軍。其任內最大功績是提拔新人，例如阿根廷的美斯和西班牙的恩尼斯達等。只不過後來兩季，球隊成績開始退步，他離開球隊的消息不絕於耳，最終於2008年夏季宣佈離職。

#### 加拉塔薩雷
2009年6月，里杰卡尔德獲土耳其班霸加拉塔沙雷邀請接任教練一職，簽約兩年，後來在2010年10月20日時，球隊在歐足聯連輸四場遭到淘汰，最終他宣佈離職。

#### 沙烏地阿拉伯足球隊
2011年6月28日开始執教沙烏地阿拉伯國家足球隊。但战绩差强人意。在2014年世界杯预选赛第三轮沙特队被淘汰出局。在2013年海灣國家盃的比赛中战绩也不理想，小组赛中0-2负于伊拉克，2-0战胜也门，0-1负于科威特，被淘汰出局。2013年1月16日，里杰卡尔德停止担任沙特队主教练，拿到了400万美元的提前解约赔偿金。

## 榮譽

### 球員榮譽
- 歐洲國家盃冠軍：1988
- 荷甲联赛冠军：1982、1983、1985、1994、1995
- 荷蘭盃赛冠军：1983、1986、1987
- 意甲聯賽冠軍：1992、1993
- 歐洲聯賽冠軍盃：1989、1990、1995
- 欧洲优胜者杯：1987
- 欧洲超级盃冠军：1989、1990、1995
- 洲際盃：1989、1990、1995
- FIFA 100成員：2003

### 執教成績
- 西甲聯賽冠軍：2005、2006
- 歐洲聯賽冠軍盃：2006
- 西班牙超級盃：2005、2006